# Немировская, Анна Абрамовна
Анна Абрамовна Саксаганская (урождённая Немировская; 1870-е — 1939) — драматург, беллетрист.

## Биография
Дочь богатого купца-еврея. В семье было еще пятеро детей. Обучалась в закрытом учебном заведении в Екатеринославе, затем в Киеве. Ещё в детстве обнаружила интерес к живописи, музыке, театру. Вышла замуж за торговца железом Константина Львовича Саксаганского. В 1903 году переехала в Петербург, где её муж создал издательство «Eos»; активно занималась общественной и литературной деятельностью. Член Российской лиги равноправия женщин. Участница съезда журналистов в Швейцарии. Состояла в Санкт-Петербургском литературном обществе (1910). Печаталась в екатеринославской и столичной периодике («Екатеринославские ведомости», «Приднепровский край», «Днепровская молва», «Театрал», «Биржевые ведомости», «Русское слово», «Обозрение театров», «Время», «Родина», «Новь», «Синий журнал», «Огонёк», «Театр и искусство», «Вестник жизни», «Женщина», «Артист и сцена», «Весна»), а также в провинциальных изданиях: газетах «Киевская мысль», «Южный край» (Харьков), «Ялтинский вестник».
Дебютировала рассказом «Неудачница» (петербургский журнал «Колосья», 1890, под фамилией Саксаганская), героиня которого, вернувшись домой в Екатеринослав, узнаёт о вероломном предательстве возлюбленного и бросается под поезд. Беллетристику Саксаганской, обильно представленную рассказами, «миниатюрами», «этюдами», отличает мелодраматизм сюжетов (используются расхожие литературные мотивы). В центре многих произведений — проблема бесправного и зависимого положения женщины в обществе и семье, переживания матери, теряющей ребёнка или вынужденной от него отказаться.
В 1905 году вышел сборник «Рассказы» (СПб.). Саксаганская пробовала себя и в поэзии — известен написанный ею романс «Поймешь ли ты?…» (М.,
1900). Основное место в творчестве Саксаганской заняли многочисленные пьесы. 28 из них вошли в «Драматические сочинения» (т. 1-3, СПб., 1903—1911). Сборники «Юмор» (П., 1916) и «Миниатюры» (П., 1917) объединили одноактные пьесы. Значительная часть драматических произведений Саксаганской печаталась в Петербурге отдельными изданиями: «Степной цветочек» (1907), «Божья кара. Драма в 5 действиях из народной жизни» (1911), «Осенняя элегия» (1913), «Встреча» (1914). Саксаганская отдавала предпочтение коротким комедиям и водевилям (в том числе «Феминистка, или Долой мужчин!» (1907), «То было раннею весною» (1907), «Объяснились» (1913), «Адвокатесса», 1914; «Её каприз. Комедия с пением и танцами» (1915).
В мае 1918 года Саксаганская уезжает из голодного Петрограда к сестре в Екатеринослав, где проводит почти три года. Позднее, в середине 1930-х годов, она напишет воспоминания «В тылу» и «Махно. Под чёрным флагом», где воспроизведёт картины жизни в городе, который за это время 18 раз переходил из рук в руки, красочно расскажет о зверствах махновцев и о своем вынужденном сотрудничестве в анархистской газете «Путь к свободе». В 1920 году в Екатеринославе Саксаганская работала воспитательницей в детском доме. Вернувшись в Петроград, Саксаганская с присущей ей энергией возобновляет литературную работу: пишет на злободневные темы рассказы («Товарищ Малаша», «Папа римский» и пр.) и сатирические пьесы: «Воскресение из мёртвых» (1927), о заседании культкомиссии, на которое приходят Пушкин, Лермонтов, Некрасов, Толстой, «Лицом к деревне» (1930), о приобщении крестьян к культуре и др.); создаёт киносценарии «Шмеерсон и сыновья», «На разных берегах». Пытаясь приспособиться к советской действительности, предложить некий социальный компромисс, в рассказе «Пари» Саксаганская рисует идиллические картины Гражданской войны. Позднее с пафосом приветствует новую жизнь. Однако большинство произведений Саксаганской не увидели света. В 1930 году Главрепертком запретил пьесы «Не разглядела», «Сговорились», «С дружескими вестями», несмотря на горячее одобрение В. Д. Бонч-Бруевичем её воспоминаний («очень интересные, умно написанные… ценные как исторический документ», их не удалось напечатать. Живущая на мизерную пенсию, Саксаганская испытывает материальные затруднения, у неё возникает мысль об отъезде из страны. Последним делом в жизни Саксаганской, которым она, несмотря на возраст и болезни, энергично занималась, стала помощь Бонч-Бруевичу в формировании собрания Государственного литературного музея. При посредничестве С., бескорыстно выполнявшей обязанности ленинградского агента музея, были приобретены мататериалы из архивов И. И. Ясинского, И. А. Гриневской, С. С. Кондурушкина, П. П. Гнедича и многих других.